# روبرت بولت
روبرت بولت (بالإنجليزية: Robert Bolt)‏ (و. 1924 – 1995 م) هو ممثل، وكاتب سيناريو، وكاتب مسرحي، وكاتب بريطاني، توفي عن عمر يناهز 71 عاماً، بسبب سكتة.

## التعليم
تعلم في مدرسة مانشستر للقواعد ‏.

## جوائز وترشيحات
حصل على جوائز منها:
- قائد وسام الامبراطورية البريطانية
- جائزة الأوسكار لأفضل كتابة "سيناريو مقتبس"، عن عمل: دكتور جيفاغو
- جائزة الأوسكار لأفضل كتابة "سيناريو مقتبس"، عن عمل: رجل لكل العصور.

ترشح لـ:
- جائزة الأوسكار لأفضل كتابة "سيناريو مقتبس"، عن عمل: لورنس العرب
- جائزة الأوسكار لأفضل كتابة "سيناريو مقتبس"، عن عمل: دكتور جيفاغو
- جائزة الأوسكار لأفضل كتابة "سيناريو مقتبس"، عن عمل: رجل لكل العصور.

## وصلات خارجية
- روبرت بولت على موقع IMDb (الإنجليزية)
- روبرت بولت على موقع الموسوعة البريطانية (الإنجليزية)
- روبرت بولت على موقع ألو سيني (الفرنسية)
- روبرت بولت على موقع أول موفي (الإنجليزية)
- روبرت بولت على موقع قاعدة بيانات برودواي على الإنترنت (الإنجليزية)
- روبرت بولت على موقع قاعدة بيانات الأفلام السويدية (السويدية)
- روبرت بولت على موقع إن إن دي بي (الإنجليزية)
- روبرت بولت على موقع قاعدة بيانات الفيلم (الإنجليزية)
- روبرت بولت على موقع كينوبويسك (الروسية)